# STS-8
STS-8 — третий космический полёт МТКК «Челленджер» (состоялся в августе — сентябре 1983), восьмой полёт по программе «Спейс шаттл».
Задачи: вывод на орбиту телекоммуникационного спутника INSAT-1B; тестирование канадского манипулятора «Канадарм».
Первый афроамериканец в космосе — Гайон Блуфорд.
Первая ночная посадка.

## Экипаж
- Ричард Трули (2, последний) — командир;
- Дэниел Бранденстайн (1) — пилот;
- Гайон Блуфорд (1) — специалист по программе полёта 1;
- Дейл Гарднер (1) — специалист по программе полёта 2;
- Уильям Торнтон (1) — специалист по программе полёта 3.

## План полета и доставленный груз
План полета STS-8 от апреля 1982 намечал его на июль 1983 года. Ожидалось, что трехдневная миссия с четырьмя членами экипажа выведет на орбиту «INSAT-1-B», индийский спутник, и «TDRS-В», спутник связи НАСА. Однако, из-за проблем с «инерционным разгонным блоком» или «IUS», который использовался для развертывания «TDRS-A» в миссии STS-6, было объявлено, в мае 1983, что TDRS НЕ БУДЕТ поднят. Он был заменен на летные испытания. После доработки «IUS», «TDRS-B» был в конце снова запланирован для STS-51-L миссии, и погиб вместе с Шаттл Челленджер и его экипажем, когда запуск не удался в январе 1986 года.

Основным полезным грузом STS-8 был «INSAT-1B». Это был второй в серии многоцелевых спутников для связи и прогнозирования погоды, которые будут эксплуатироваться в «Индийской организации космических исследований» или «ISRO». Первый, «INSAT-1A», был запущен ракетой-носителем «Delta» в апреле 1982, но был выключен вскоре после этого из-за отказа бортовой системы управления. Спутник был поднят в задней части грузового отсека шаттла и был переведен на геостационарную переходную орбиту модулем поддержки полезной нагрузки или «PAM-D», небольшой твердотопливной верхней ступенью, после его освобождения из орбитального аппарата. Спутник, с его верхней ступенью, имел массу в целом 3377 кг, с рамой — ещё 1102 кг, и стоил около $ 50000000.
Другими грузами были:
- «Payload Flight Test Article» или «PFTA». Это была алюминиевая конструкция, напоминающая два колеса с шестиметровой центральной осью, с полной массой 3855 кг. PFTA была необходима, чтобы помочь астронавтам приобрести опыт в использовании системы «Канадарм». Она хранилась в средней части грузового отсека.

- Поддон «Development Flight Instrumentation» или «DFI» в переднем грузовом отсеке. Поддон не был оснащен приборами, но был использован для проведения двух экспериментов. Первый изучал взаимодействие окружающего атомарного кислорода с конструкционными материалами орбитального аппарата и полезной нагрузки, а второй протестировал производительность тепловой трубки, предназначенной для использования в системе теплоотвода будущего корабля.

- Четыре канистры Getaway Special для 4-х экспериментов. Один изучал влияние космических лучей на электронное оборудование. Второй изучал влияние газовой среды вокруг орбитального аппарата путем измерения поглощения ультрафиолета, как предшественник ультрафиолетового оборудования для «Спейслэб 2». Третий, спонсором которого была японская газета «Асага Шимбун», пытался использовать водяной пар в двух резервуарах для создания кристаллов снега. Это было вторая попытка после неудачного эксперимента во время STS-6, когда вода в баках промерзла. Четвёртый был похож на эксперимент на STS-3, и изучал уровни окружающей атомарного кислорода путем измерения скорости, при которой проходили окислительно-восстановительные реакции небольших подложек углерода и осмия.

Ряд других экспериментов были выполнены внутри орбитального жилого отделения. Среди них был Аппарат для электрофореза непрерывных потоков (Continuous Flow Electrophoresis System), который использовался уже в четвёртом полете. Это разделение растворов биологических материалов путем пропускания электрического поля через них; эксперимент направлен на поддержку исследований в области лечения диабета. Также проводился эксперимент по студенческому проекту по использованию методов биологической обратной связи, чтобы попытаться определить, работают ли они в условиях микрогравитации.
Орбитальный аппарат, кроме того, имел на борту оборудование для обеспечения зашифрованных передач, которые будут протестированы для использования в будущих миссиях.

## Параметры полёта
- Вес:
  - Вес при старте: 110,105 кг
  - Вес при приземлении: 92,506 кг
  - Полезная нагрузка: 13,642 кг
- Перигей: 306 км
- Апогей: 313 км
- Наклонение: 28,5°
- Период обращения: 90.7 мин

## Галерея

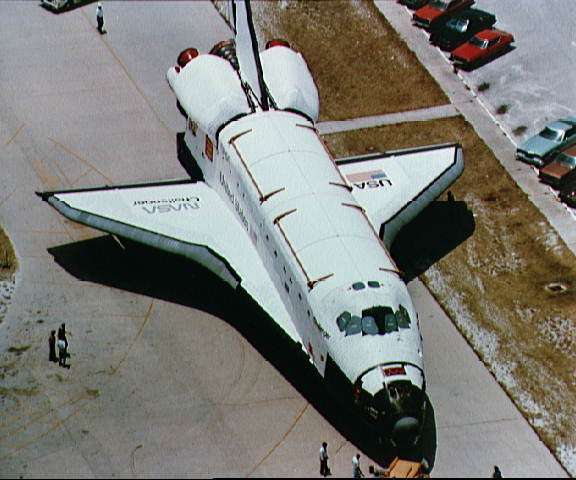
«Челленджер».
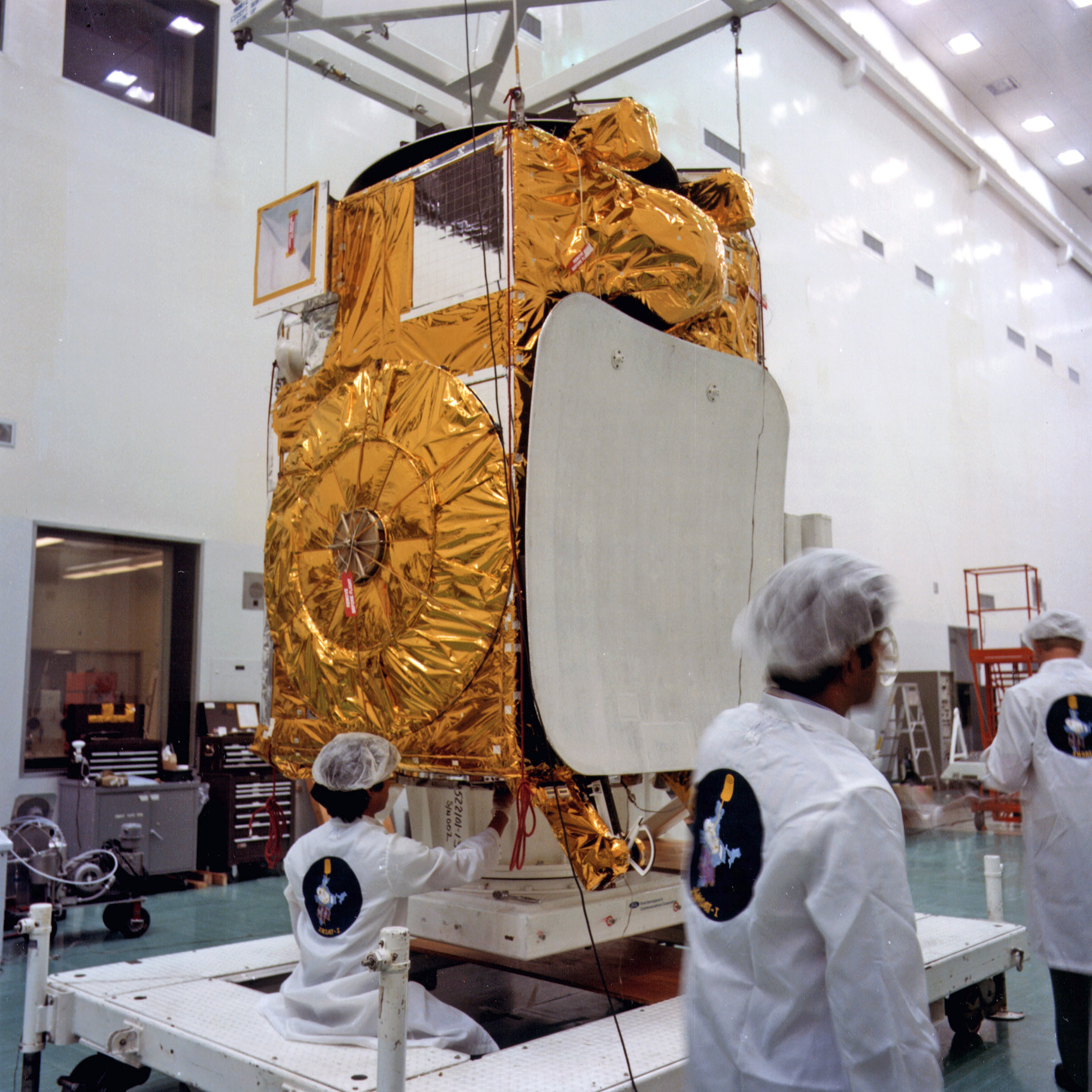
INSAT-1B готовят к полёту
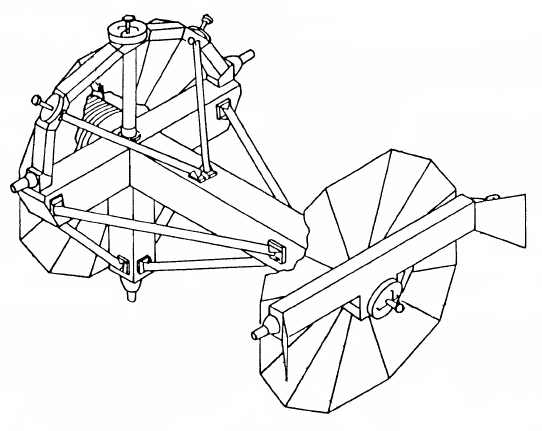
Техническая схема летно-испытательного изделия с полезной нагрузкой (PFTA)
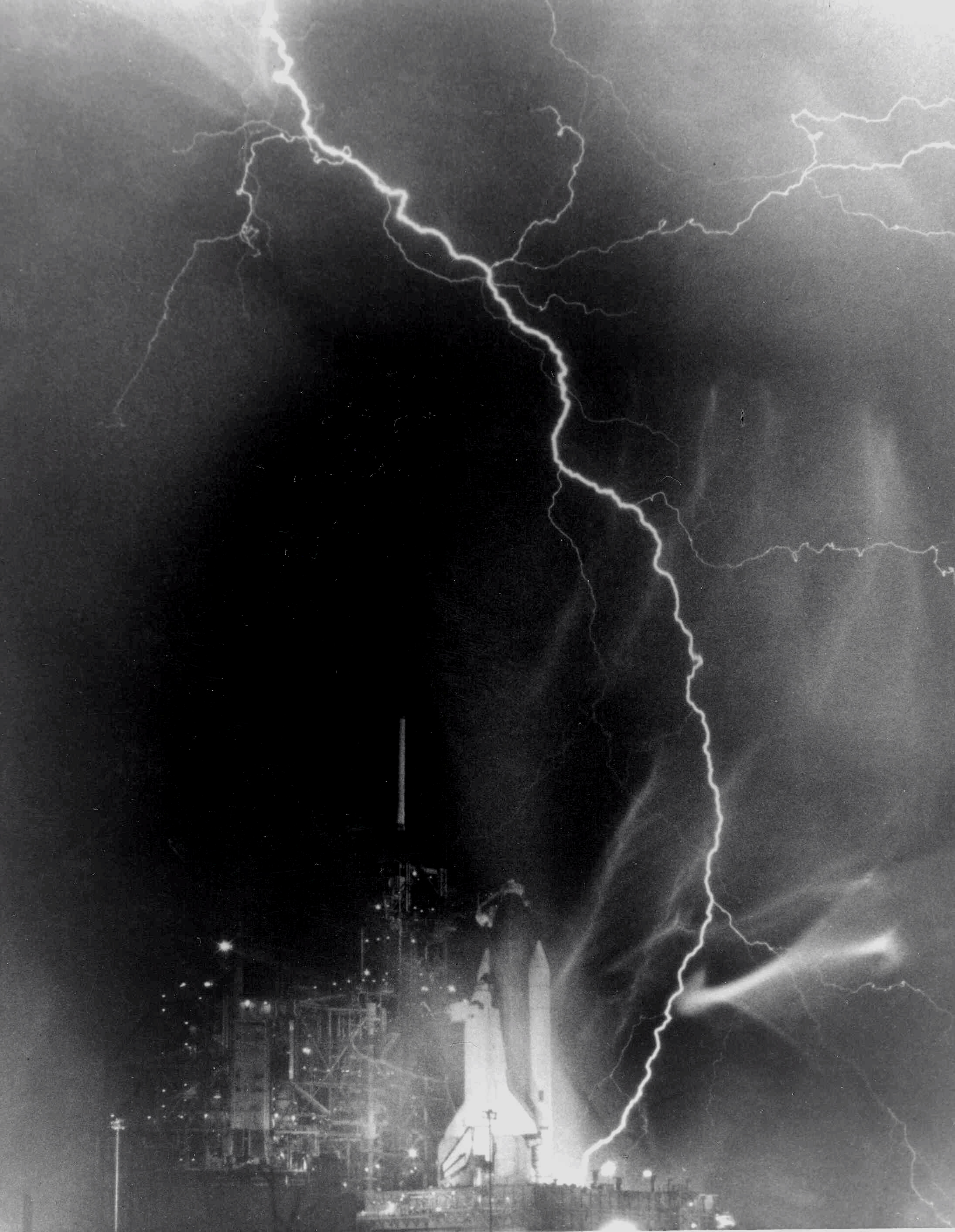
Удар молнии вблизи стартового комплекса, за несколько часов до старта
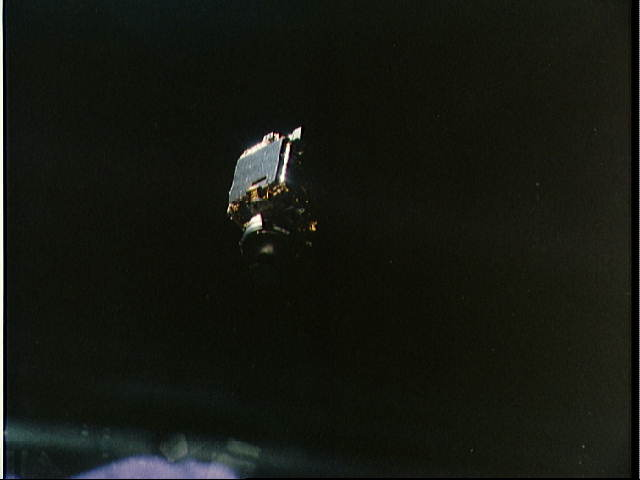
INSAT-1B после развертывания.
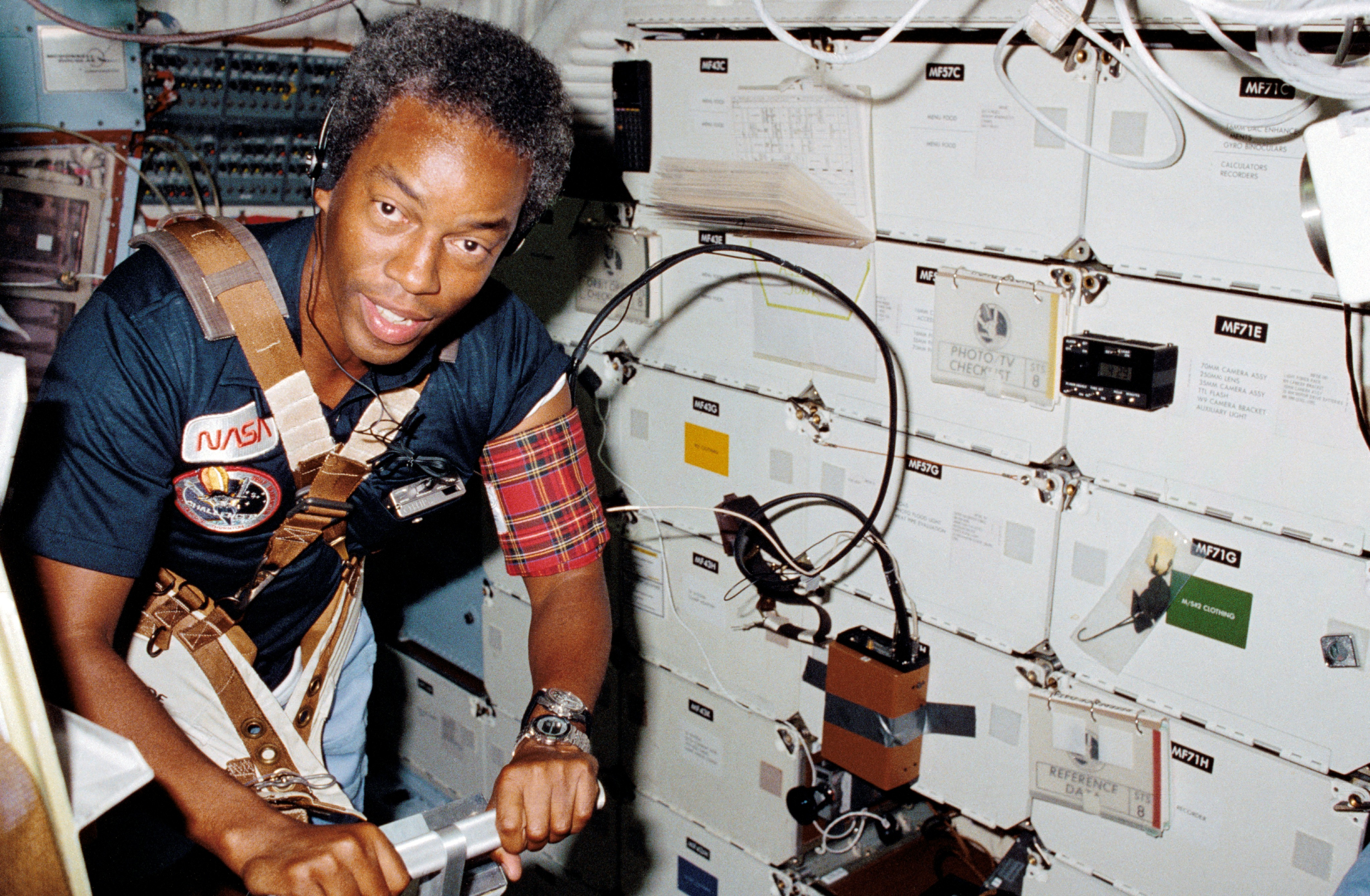
Упражнения Гая Блуфорда на беговой дорожке, на орбите.